# Бирлик (Мангистауская область)
Бирлик (каз. Бірлік) — село в Мунайлинском районе Мангистауской области Казахстана. Входит в состав Кызылтобинского сельского округа. Код КАТО — 475040200.

## Население
В 1999 году постоянное население в селе отсутствовало. По данным переписи 2009 года, в селе проживало 830 человек (418 мужчин и 412 женщин).